# 琉球鰃屬
琉球鰃屬，是條鰭魚綱金眼鯛目金鱗魚科下的一個屬。

## 分類
本屬屬於鋸鱗魚亞科，目前被認可的種如下：
- 灘塗琉球鰃 Plectrypops lima ：又稱多鱗松毬。
- 琉球鰃 Plectrypops retrospinis